# Козлув (гміна)
Гміна Козлув (пол. Gmina Kozłów) — сільська гміна у південній Польщі. Належить до Меховського повіту Малопольського воєводства.
Станом на 31 грудня 2011 у гміні проживало 4798 осіб.

## Географія
Річки: Міжава.

## Площа
Згідно з даними за 2007 рік площа гміни становила 85.84 км², у тому числі:
- орні землі: 82.00%
- ліси: 10.00%

Таким чином, площа гміни становить 12.68% площі повіту.

## Населення
Станом на 31 грудня 2011:
| Опис     | Загалом | Загалом | Чоловіки | Чоловіки | Жінки | Жінки |
| -------- | ------- | ------- | -------- | -------- | ----- | ----- |
| одиниця  | осіб    | %       | осіб     | %        | осіб  | %     |
| все      | 4798    | 100     | 2403     | 50.08    | 2395  | 49.92 |
| міське   | 0       | 100     | 0        |          | 0     |       |
| сільське | 4798    | 100     | 2403     | 50.08    | 2395  | 49.92 |

## Сусідні гміни
Гміна Козлув межує з такими гмінами: Водзіслав, Жарновець, Ксьонж-Велькі, Сендзішув, Харшниця.